# Каль, Вильгельм
Вильгельм Каль (нем. Wilhelm Kahl; 17 июня 1849, Клайнхойбах, близ Ашаффенбурга — 14 мая 1932, Берлин) — немецкий правовед.
Изучал право в университетах Эрлангена и Мюнхена, c 1879 гг. был профессором церковного права в Ростоке, Эрлангене, Бонне и наконец в Гумбольдтовском университете в Берлине (1895—1921); в 1908—1909 гг. был ректором этого последнего. В 1924, 1926 и 1928 гг. был президентом всегерманских конгрессов юристов. В 1929 г. в ознаменование 80-летия Вильгельма Каля в его честь была названа улица в Берлине.

## Основные труды
- «Die deutschen Amortisationsgesetze» (Тюбинген, 1879),
- «Die Lehre v. Primat des Willens bei Augustinus, Duns Scotus und Descartes» (Страсбург, 1886),
- «Lehrsystem des Kirchenrechts und der Kirchenpolitik» (Фрайбург, 1894),
- «Die Konfession der Kinder aus gemischter Ehe» (Фрайбург, 1895),
- «Bekenntnisgebundenheit und Lehrfreiheit» (Б., 1897),
- «Die Bedeutung des Toleranzantrages für Staat und evangelische Kirche» (Галле, 1902),
- «Einheit im Gebiete des deutschen Verwaltungsrechts» (Б., 1902),
- «Die strafrechtliche Behandlung der geistig Minderwertigen» (Б., 1904),
- «Zur Geschichte der Schulaufsicht» (Лейпциг, 1913),
- «Vom Recht zum Kriege und vom Siegespreis» (Берлин, 1914),
- «Pessimismus und Optimismus im Kriege» (Берлин, 1915).